# Ryūichi Hiroki
Ryūichi Hiroki (廣木 隆一?, Hiroki Ryūichi; Kōriyama, 1º gennaio 1954) è un regista giapponese, considerato «uno dei più intelligenti studiosi del personaggio del cinema moderno giapponese», nonché «uno dei pochi registi di sesso maschile capaci di rappresentare le donne con profondità autentica».
Dopo un inizio di carriera nel mondo dei pinku eiga, si è cimentato a partire dagli anni novanta del XX secolo in pellicole più convenzionali continuando tuttavia ad occuparsi di temi come la sessualità e i problemi sociali che affliggono il Giappone moderno.

## Biografia

### Gli esordi con ipinku eiga
Hiroki fa parte della numerosa schiera di registi giapponesi che ha iniziato la carriera occupandosi di pinku eiga, genere cinematografico giapponese di contenuto erotico softcore nato alla fine degli anni sessanta. Le prime esperienze in ambito cinematografico sono come aiuto regista per lo studio Ōkura Eiga, alla fine degli anni settanta. Di lì a poco inizia a lavorare per Genji Nakamura in qualità di assistente, responsabile del montaggio e manager nella compagnia di quest'ultimo, la Yū Pro. Il debutto come regista risale al 1982 con la pellicola Seigyaku! On'na o abaku, prodotta dalla Million Film. La cattive recensioni lo spingono tuttavia a ritornare su suoi passi e a continuare per un certo periodo come aiuto regista.
A partire dal 1983 torna dietro alla cinepresa per dirigere una serie di tre film prodotti dalla ENK, una nuova compagnia sussidiaria della Nikkatsu specializzata in film omoerotici, che raccontano le tribolazioni di varie coppie gay sullo sfondo del Giappone degli anni ottanta. Tutti e tre i film vedono come protagonista l'attore Tōru Nakane mentre Bokura no kisetsu, considerato il migliore della trilogia dai critici Thomas e Yuko Weisser, si avvale della sceneggiatura di Rokurō Mochizuki.
Con il film Sensei, watashi no karada ni hi o tsukenaide (1984) Hiroki si guadagna l'appellativo di "principe del porno giovanile". La pellicola è prodotta dalla Yū Pro e distribuita dalla Nikkatsu, e vede alla sceneggiatura ancora una volta Mochizuki e come protagonista Nakane, nel ruolo di un universitario che fa da tutor a una studentessa delle superiori. I suoi lavori più famosi per la Yū Pro sono una serie di brutali film di genere sadomaso girati sotto le pseudonimo di Gō Ijūin (伊集 院剛?, Ijūin Gō), usato a più riprese anche dallo sceneggiatore Hitoshi Ishikawa e dallo stesso Nakamura. Secondo Hiroki, l'utilizzo di un nome fittizio gli avrebbe concesso più libertà nello descrivere sotto una nuova luce le relazioni sadomasochiste. I film diretti sotto il nome di Gō Ijūin sono The SM (1984), The sekkan (1985) e The ikenie (1986), gli ultimi due distribuiti dalla Nikkatsu.
Nel 1986 è la volta del bizzarro SM Kyōshitsu: Shikkin, pubblicizzato come facente parte di una «nuova andata [di film] sadomaso con del senso dell'umorismo». Nel 1987 Hiroki dirige l'emergente AV idol Hitomi Kobayashi in Kobayashi Hitomi no honshō, edito dalla Million Film, e Eri Kikuchi nel film Kikuchi Eri: Kyonyūzeme, distribuito dalla Nikkatsu nel gennaio 1988.
Hiroki si cimenta anche con il cinema pornografico vero e proprio, dirigendo i film Vanana Baby (1989) e Nyū sekushī meitsu nukenukefinisshu dai kyōran (1990) per l'Athena Eizō, una compagnia fondata dall'ex regista di pinku eiga Tadashi Yoyogi.

### Il passaggio al cinema mainstream
Hiroki lascia l'industria dei pinku eiga alla fine degli anni ottanta, continuando tuttavia ad occuparsi di film che trattano da vicino la sessualità. Pur non cambiando il suo stile, egli ora punta a un differente target di pubblico. Nel maggio 1989, insieme ai registi Masato Ishioka e Tadafumi Tomioka fonda la compagnia Heaven (ヘブン?, Hebun).
Nel 1990 dirige per la Shochiku una commedia sentimentale sulle relazioni delle giovani coppie nel Giappone moderno, Sawako no koi: Jōzuna uso no ren'ai kōza. A questo segue l'horror erotico direct-to-video Sadistic City (1993), il quale si aggiudica il Gran premio della giuria allo Yubari International Fantastic Film Festival. Il punto di svolta nella carriera di Hiroki, tuttavia, avviene grazie a 800 Two Lap Runners (1994), film che pone l'accento sulle relazioni eterosessuali e omosessuali di un gruppo di adolescenti appassionati di atletica leggera.
Hiroki rispolvera il tema a lui caro delle emozioni e delle vite sessuali dei giovani adulti nel Giappone moderno con i film Midori (1996) e Tōkyō gomi on'na (2000). Di altro genere è invece il film Futei no kisetsu, sempre del 2000, in cui Hiroki collabora nuovamente con Hitoshi Ishikawa, autore della sceneggiatura. La pellicola sembra essere parzialmente ispirata all'autobiografia dello scrittore Oniroku Dan, celebre per i suoi racconti a sfondo erotico/sadomaso.

### Il successo
Con il film del 2003 Vibrator, basato sul romanzo omonimo di Mari Akasaka e con protagonisti Nao Ōmori e Shinobu Terajima, Hiroki tocca in maniera importante il tema dell'alienazione delle donne all'interno della moderna società giapponese. La pellicola vince il premio come miglior film alla 25ª edizione dello Yokohama Film Festival, dove lo stesso Hiroki si aggiudica quello come miglior regista. Il film ha goduto di notevole popolarità anche al di fuori del Giappone e secondo il critico Tom Mes si tratta di «uno dei più coraggiosi e più importanti film degli anni recenti».
Hiroki dirige ancora una volta Shinobu Terajima nel film del 2005 Yawarakai seikatsu, occupandosi nuovamente di problemi sociali sullo sfondo della moderna vita di città in Giappone. Nello stesso periodo gira L'Amant (2004) e M (2006), due film drammatici che affrontano entrambi, ma in maniera differente, il tema della prostituzione.
Tra i suoi ultimi film figurano Keibetsu (2011), un film sentimentale con Kengo Kōra e Anne Suzuki, e River (2011), ispirato alla vicenda del massacro di Akihabara. Tokyo Love Hotel (2014), film corale ambientato in un love hotel del noto quartiere a luci rosse di Shinjuku, è stato presentato in anteprima alla 39ª edizione del Toronto International Film Festival.

## Filmografia
- Seigyaku! On'na o abaku (性虐！女を暴く?) (1982)
- Bokura no kisetsu (ぼくらの季節?) (1983)
- Bokura no jidai (ぼくらの時代?) (1983)
- Sensei, watashi no karada ni hi o tsukenaide (先生、私の体に火をつけないで?) (1984)
- The SM (1984) - come Gō Ijūin
- Bokura no shunkan (ぼくらの瞬間?) (1985)
- The sekkan (ザ・折檻?, Ze sekkan) (1985) - come Gō Ijūin
- The ikenie (ザ・生贄?, Ze ikenie) (1986) - come Gō Ijūin
- SM Kyōshitsu: Shikkin (ＳＭ教室 失禁?) (1986)
- Kobayashi Hitomi no honshō (小林ひとみの本性?) (1987)
- Kikuchi Eri: Kyonyūzeme (菊池エリ 巨乳責め?) (1988)
- Dōtei monogatari 4: Boku mo sukī ni tsuretette (童貞物語４ ボクもスキーに連れてって?) (1989)
- Sawako no koi: Jōzuna uso no ren'ai kōza (さわこの恋 上手な嘘の恋愛講座?) (1990)
- Sadistic City (魔王街 サディスティック・シティ?, Maōgai: Sadisuchikku shitī) (1993) - direct-to-video
- Muma (夢魔?) (1994)
- 800 Two Lap Runners (1994)
- Kimi to itsu made mo (君といつまでも?) (1995)
- Gerende ga tokeru hodo koi shitai. (ゲレンデがとけるほど恋したい。?) (1995)
- Midori (「物陰に足拍子」より」 ＭＩＤＯＲＩ?, "Monogatari kara ashibyōshi" yori: Midori) (1996)
- Tenshi no misuterareta yoru (天使に見捨てられた夜?) (1999)
- Futei no kisetsu (不貞の季節?) (2000)
- Tōkyō gomi on'na (東京ゴミ女?) (2000)
- Bikyaku meiro (美脚迷路?) (2001)
- Rihatsu tenshu no kanashimi (理髪店主のかなしみ?) (2002)
- Vibrator (バイブレーター?, Baiburētā) (2003)
- Kikansha sensei (機関車先生?) (2004)
- Girlfriend: Someone Please Stop the World (ガールフレンド?, Gārufurendo) (2004)
- L'Amant (ラマン?, Raman) (2004)
- Female (フィーメイル?, Fīmeiru) (2005) - episodio Taiyō no mieru basho made
- Yawarakai seikatsu (やわらかい生活?) (2005)
- Koisuru nichiyōbi (恋する日曜日?) (2006)
- Yōkan (予感?) (2006)
- M (2006)
- Bakushi (縛師?) (2007)
- Kimi no tomodachi (きみの友だち?) (2008)
- New Type: Tada ai no tame ni (ニュータイプ ただ、愛のために?, Nyūtaipu Tada ai no tame ni) (2008)
- Yomei ikkagetsu no hanayome (余命1ヶ月の花嫁?) (2009)
- Raiou (雷桜?) (2010)
- Keibetsu (軽蔑?) (2011)
- River (2011)
- Daijōbu 3kumi (だいじょうぶ3組?) (2013)
- Kiiroi zō (きいろいゾウ?) (2013)
- 100kai naku koto (100回泣くこと?) (2013)
- Tokyo Love Hotel (さよなら歌舞伎町?, Sayonara Kabukichō) (2014)
- Otoko no isshō (娚の一生?) (2014)
- Strobe Edge (ストロボ・エッジ?, Sutorobo ejji) (2015)
- P&ME - Policeman and Me (PとJK?, P to JK) (2017)
- Side Job (彼女の人生は間違いじゃない?) (2017)
- L'emporio_dei_piccoli_miracoli (ナミヤ雑貨店の奇蹟?, Namiya Zakkaten no Kiseki) (2017)
- Marmalade Boy (ママレード・ボーイ?, Mamarēdo Bōi) (2018)